# Анчиц, Владислав Людвик
Владислав Людвик Анчиц (1823—1883) — польский драматург, поэт и публицист.

## Биография
Владислав Людвик Анчиц родился 12 декабря 1823 года в Вильно (ныне Вильнюс) в семье театральных актёров Зигмунта и Барбары Анчиц. Получил медицинское образование (фармацевтика) в Ягеллонском университете в Кракове (1847).
В 1858—1867 годах жил в столице страны городе Варшаве. Был участником национально-освободительного движения 1846 года.
Писать начал в 1849 году. Согласно ЭСБЕ: «Из поэтических его произведений самым знаменитым является небольшой, но полный силы и вдохновения стих «Tyrteusz» (1862), который считается одним из драгоценных произведений польской литературы».
Владислав Людвик Анчиц скончался 27 августа 1883 года в городе Кракове.

## Драматические произведеня
- «Хлопы-аристократы» (1850)
- «Хлопская эмиграция» (1876)
- «Костюшко под Рацлавицами» (1861)
- «Lobzowianie» (1856),
- «Flisacy»

Пьесы Анчица ставились в Краковском театре с участием актёра Л. Сольского («Хлопская эмиграция», «Костюшко под Рацлавицами») и других значительных польских актёров.